# Sandra Morán
Sandra Morán Reyes (sinh ngày 29 tháng 4 năm 1960) là một chính trị gia người Guatemala, người được bầu vào Quốc hội Guatemala trong cuộc bầu cử năm 2015. Là một người đồng tính nữ, bà được ghi nhận là người LGBT đầu tiên được bầu vào cơ quan lập pháp quốc gia ở Guatemala. Bà là thành viên của Convergence, một đảng tiến bộ mới có hai thành viên khác được bầu vào hội nghị.
Là một nhà hoạt động và nghệ sĩ LGBT lâu năm và nữ quyền, Bà là người tổ chức nhóm đồng tính nữ đầu tiên của Guatemala vào năm 1995 và là sự kiện tự hào LGBT đầu tiên vào năm 1998. Trước đây bà sống lưu vong ở México, Nicaragua và Canada trong khoảng thời gian từ 1981 đến 1994. Bà tham gia phong trào nhân quyền của Guatemala ở trường trung học khi bà mười bốn tuổi. bà hoạt động âm nhạc, chơi trong ban nhạc Kin Lalat vào những năm 1980.
Vào ngày 21 tháng 5 năm 2019, bà xác nhận rằng bà sẽ không ra ứng cử lại .